# پتریک میلر
پتریک میلر (انگلیسی: Patrick Miller؛ زادهٔ ۲۲ مهٔ ۱۹۹۲) بازیکن بسکتبال اهل ایالات متحده آمریکا است.